# 21e sessie van de Commissie voor het Werelderfgoed

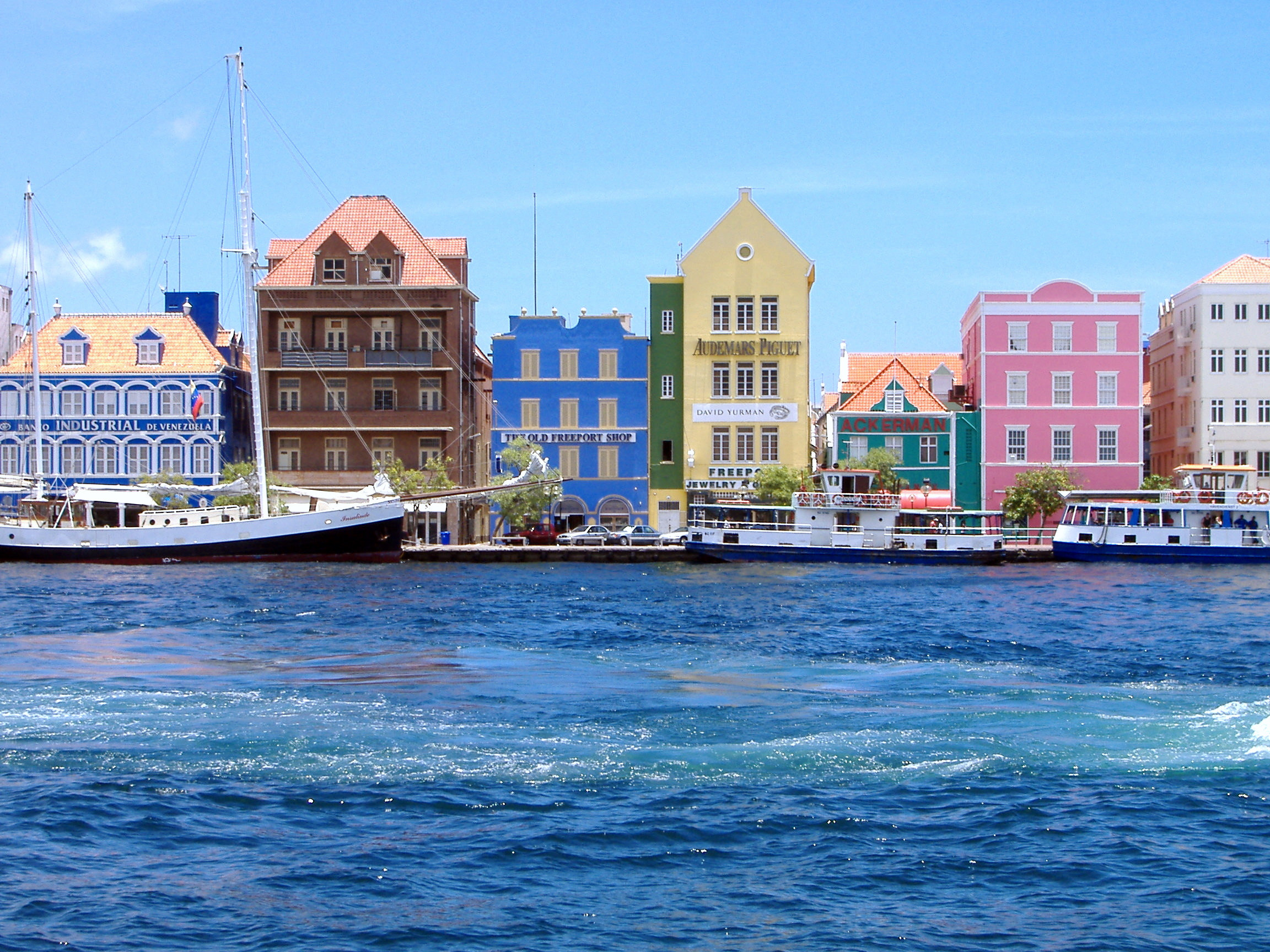
Historisch gebied van Willemstad, binnenstad en haven, Nederlandse Antillen

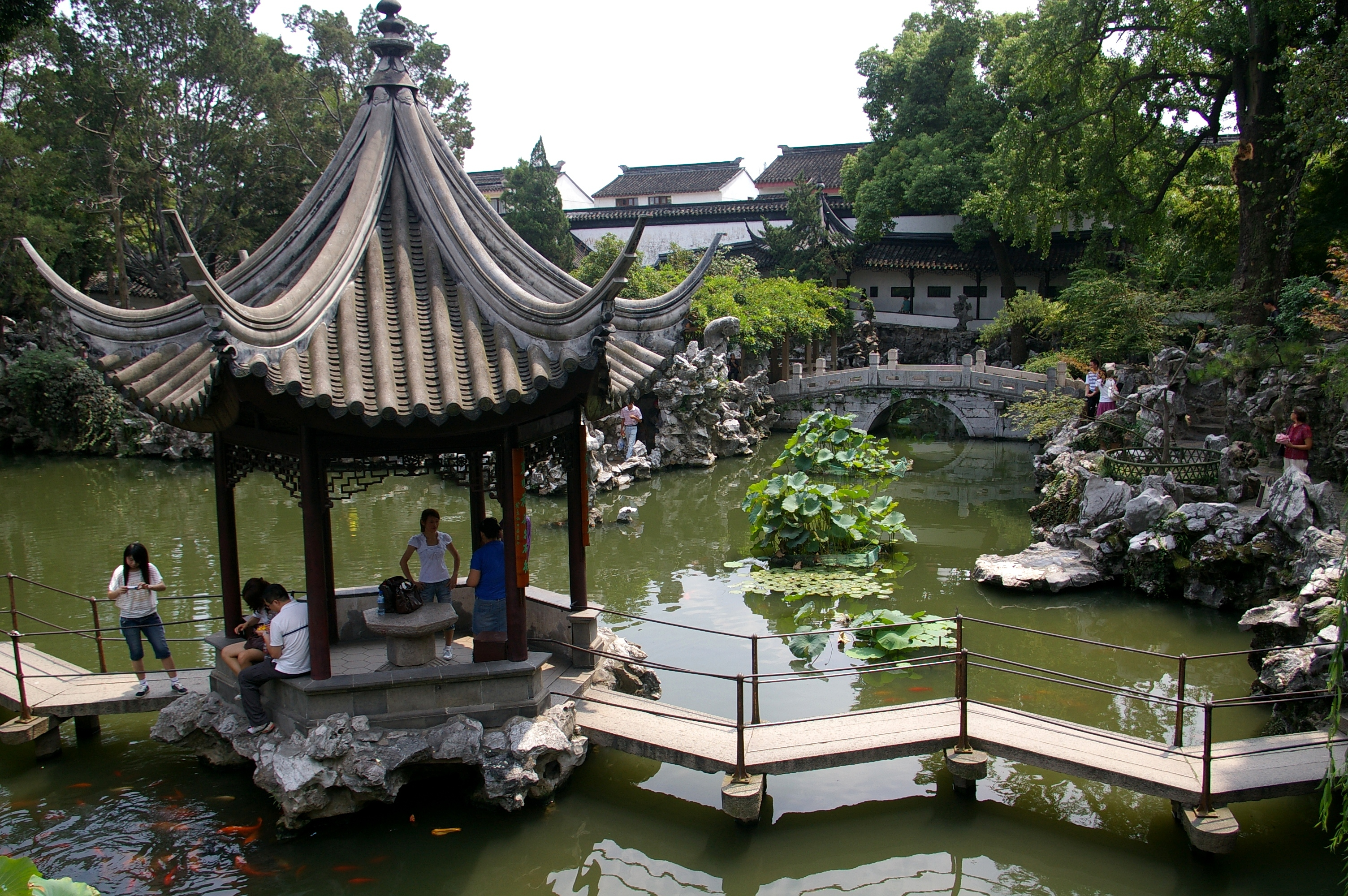
Klassieke tuinen van Suzhou in China

De 21e sessie van de Commissie voor het Werelderfgoed van UNESCO vond van 1 december tot 6 december 1997 plaats in Napels in Italië. Er werden 46 nieuwe omschrijvingen aan de werelderfgoedlijst toegevoegd. Hiervan waren 38 dossiers met betrekking tot cultureel erfgoed, 1 met betrekking tot gemengd erfgoed en 7 met betrekking tot natuursites. Het totale aantal inschrijvingen komt hiermee op 552 (417 cultureel erfgoed, 20 gemengde omschrijvingen en 115 natuurlijk erfgoed). Op de lijst van bedreigd werelderfgoed of rode lijst werden vier locaties toegevoegd, en kon een locatie terug verwijderd worden.

## Wijzigingen in 1997

### Cultureel erfgoed
- Brazilië: Historisch centrum van São Luís
- China: Oude stad Lijiang
- China: Oude stad Pingyao
- China: Klassieke tuinen van Suzhou (uitgebreid in 2000)
- Cuba: Kasteel San Pedro de la Roca in Santiago de Cuba
- Estland: Historisch centrum vanTallinn (uitgebreid in 2008)
- Frankrijk: Historische vestingstad Carcassonne
- Italië: 18e-Eeuws Koninklijk Paleis van Caserta met park, aquaduct van Vanvitelli en San Leuciocomplex
- Italië: Residenties van het Koninklijk Huis van Savoye
- Italië: Botanische tuin in Padua
- Italië: Porto Venere, Cinque Terre en de eilanden Palmaria, Tino en Tinetto
- Italië: Kathedraal, Torre Civica en Piazza Grande, Modena
- Italië: Archeologisch Pompeï, Herculaneum en Torre Annunziata
- Italië: Amalfikust
- Italië: Archeologisch Agrigento
- Italië: Villa Romana del Casale
- Italië: Nuraghe Su Nuraxi di Barumini
- Kroatië: Episcopaal complex van de Eufrasiusbasiliek (Poreč)
- Kroatië: Historische stad Trogir
- Letland: Historisch centrum van Riga
- Marokko: Archeologisch Volubilis
- Marokko: Medina van Tétouan (voormalig Titawin)
- Mexico: Hospicio Cabañas, Guadalajara
- Nederland: Molens bij Kinderdijk/Elshout
- Nederland: Historisch gebied van Willemstad, binnenstad en haven (Curaçao)
- Nepal: Lumbini, de geboorteplaats van Gautama Boeddha
- Oostenrijk: Cultuurlandschap Hallstatt-Dachstein/Salzkammergut
- Pakistan: Fort Rohtas
- Panama: Archeologisch Panamá Viejo en historisch district van Panama-Stad (uitgebreid in 2003)
- Polen: Middeleeuwse stad Toruń
- Polen: Kasteel van de Duitse ridderorde in Malbork
- Spanje: Las Médulas
- Spanje: Palau de la Música Catalana en Hospital de Sant Pau, Barcelona
- Spanje: Kloosters van San Millán Yuso en Suso
- Tunesië: Thugga
- Verenigd Koninkrijk: Maritiem Greenwich
- Zuid-Korea: Changdeokgung-paleiscomplex
- Zuid-Korea: Hwaseong-vesting

### Gemengd erfgoed
- Frankrijk / Spanje: Pyrénées-Mont Perdu (uitgebreid in 1999)

### Natuurerfgoed
- Australië: Heard en MacDonaldeilanden
- Australië: Macquarie-eiland
- Bangladesh: Sundarbans
- Costa Rica: Nationaal park Cocoseiland (uitgebreid in 2002)
- Dominica: Nationaal park Morne Trois Pitons
- Kenia: Nationaal park Mount Kenya
- Kenia: Nationaal park van het Turkanameer (uitgebreid in 2001)

### Uitbreidingen
In 1997 zijn geen locaties uitgebreid.

### Verwijderd van de rode lijst
In 1997 kon een locatie verwijderd worden van de rode lijst.
- Nationaal park Plitvicemeren in Kroatië (stond sinds 1992 op rode lijst)

### Toegevoegd aan de rode lijst
In 1997 zijn vier locaties toegevoegd aan de lijst van bedreigd werelderfgoed of rode lijst.
- Butrint in Albanië (tot 2005 op rode lijst)
- Nationaal park Manovo-Gounda St. Floris in Centraal-Afrikaanse Republiek (nog steeds op rode lijst)
- Nationaal park Kahuzi-Biéga in Democratische Republiek Congo (nog steeds op rode lijst)
- Okapiwildpark in Democratische Republiek Congo (nog steeds op rode lijst)

1977 · 
1978 · 
1979 · 
1980 · 
1981 · 
1982 · 
1983 · 
1984 · 
1985 · 
1986 · 
1987 · 
1988 · 
1989 · 
1990 · 
1991 · 
1992 · 
1993 · 
1994 · 
1995 · 
1996 · 
1997 · 
1998 · 
1999 · 
2000 · 
2001 · 
2002 · 
2003 · 
2004 · 
2005 · 
2006 · 
2007 · 
2008 · 
2009 · 
2010 · 
2011 · 
2012 · 
2013 · 
2014 · 
2015 · 
2016 · 
2017 · 
2018 · 
2019 · 
2020-2021 ·
2022-2023 ·
2024 ·
2025